# 車公廟駅 (香港)
車公廟駅（しゃこうびょうえき）は香港新界沙田区に位置するMTR屯馬線の駅である。

## 駅構造
相対式ホーム2面2線の地上駅。
| P ホーム     | 相対式ホーム、右側の扉が開く | 相対式ホーム、右側の扉が開く           |
| P ホーム     | ➊番線                        | ←■屯馬線 屯門方面                      |
| P ホーム     | ➋番線                        | ■屯馬線 烏渓沙方面→                    |
| P ホーム     | 相対式ホーム、右側の扉が開く |                                        |
| C コンコース | コンコース                   | 出口・サービスセンター・トイレ・駅商店 |

## 駅周辺
- 香港文化博物館
- 沙田明愛服務中心
- 車公廟
- 秦石邨
- 信義会救恩堂
- 豊盛苑
- 李屋村
- 新田圍邨（中国語版、広東語版）
- 城門河
- 沙田頭
- 沙田公園（中国語版）
- 曾大屋遊楽場
- 聖母無玷聖心学校（中国語版）
- 沙田官立中学（中国語版）

## 歴史
- 2004年12月21日 - 開業。

## ギャラリー

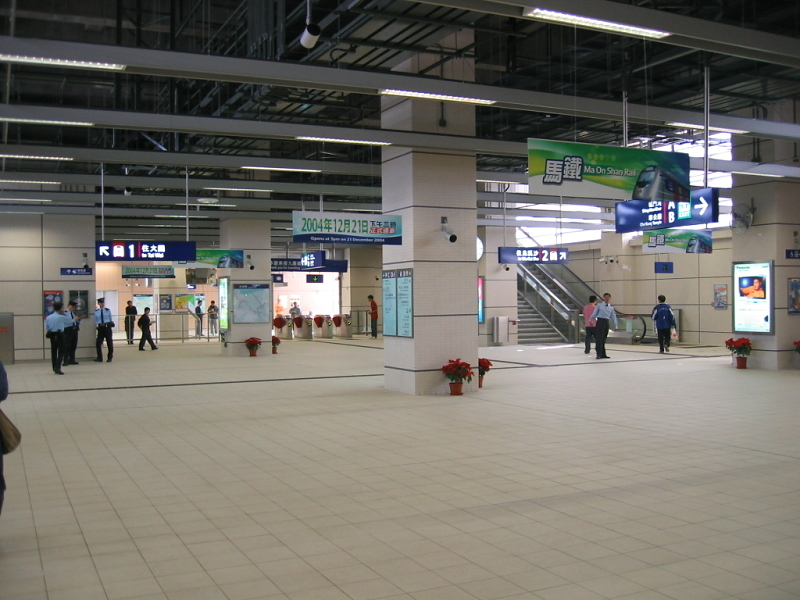
改札内
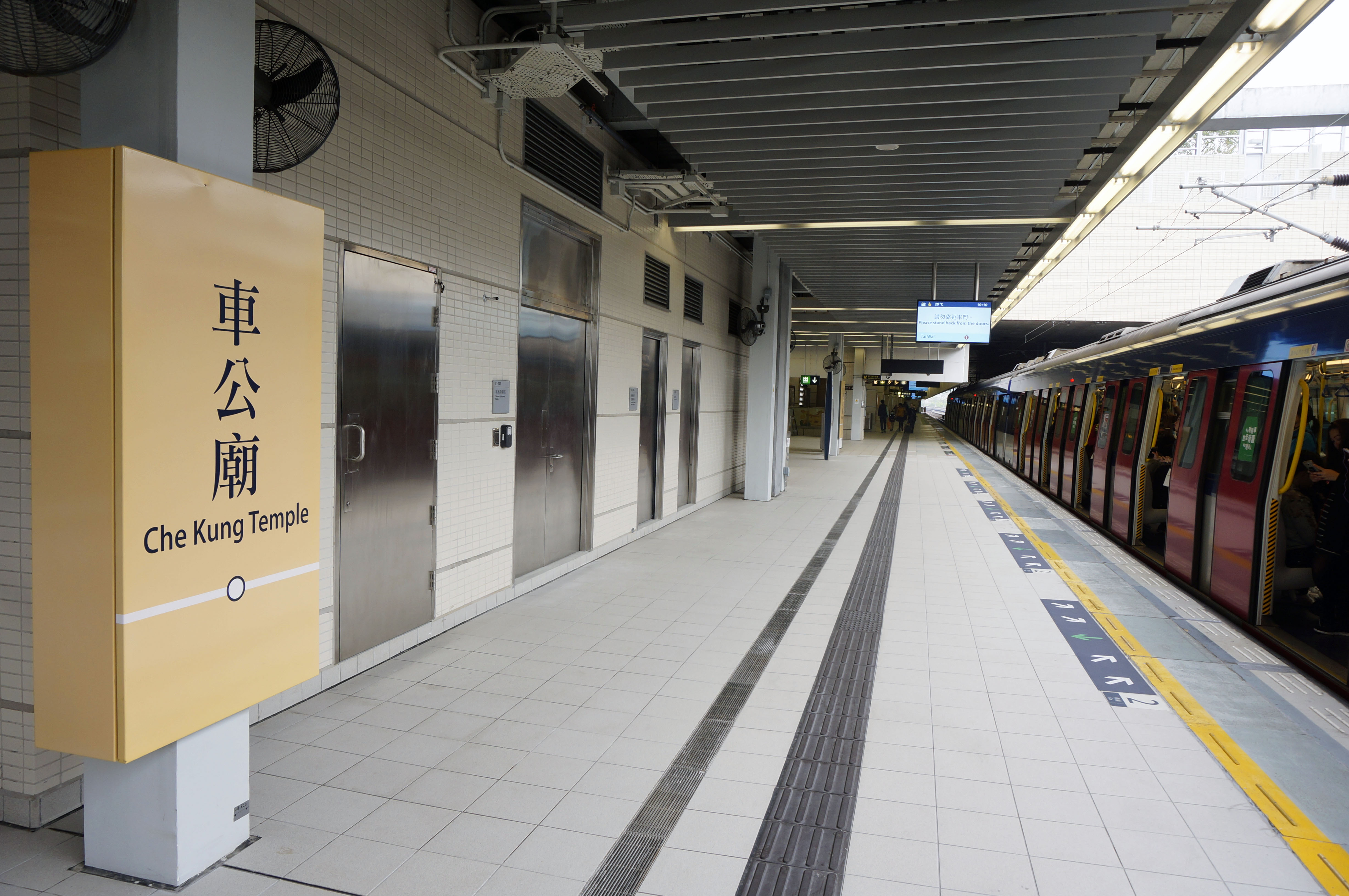
ホーム
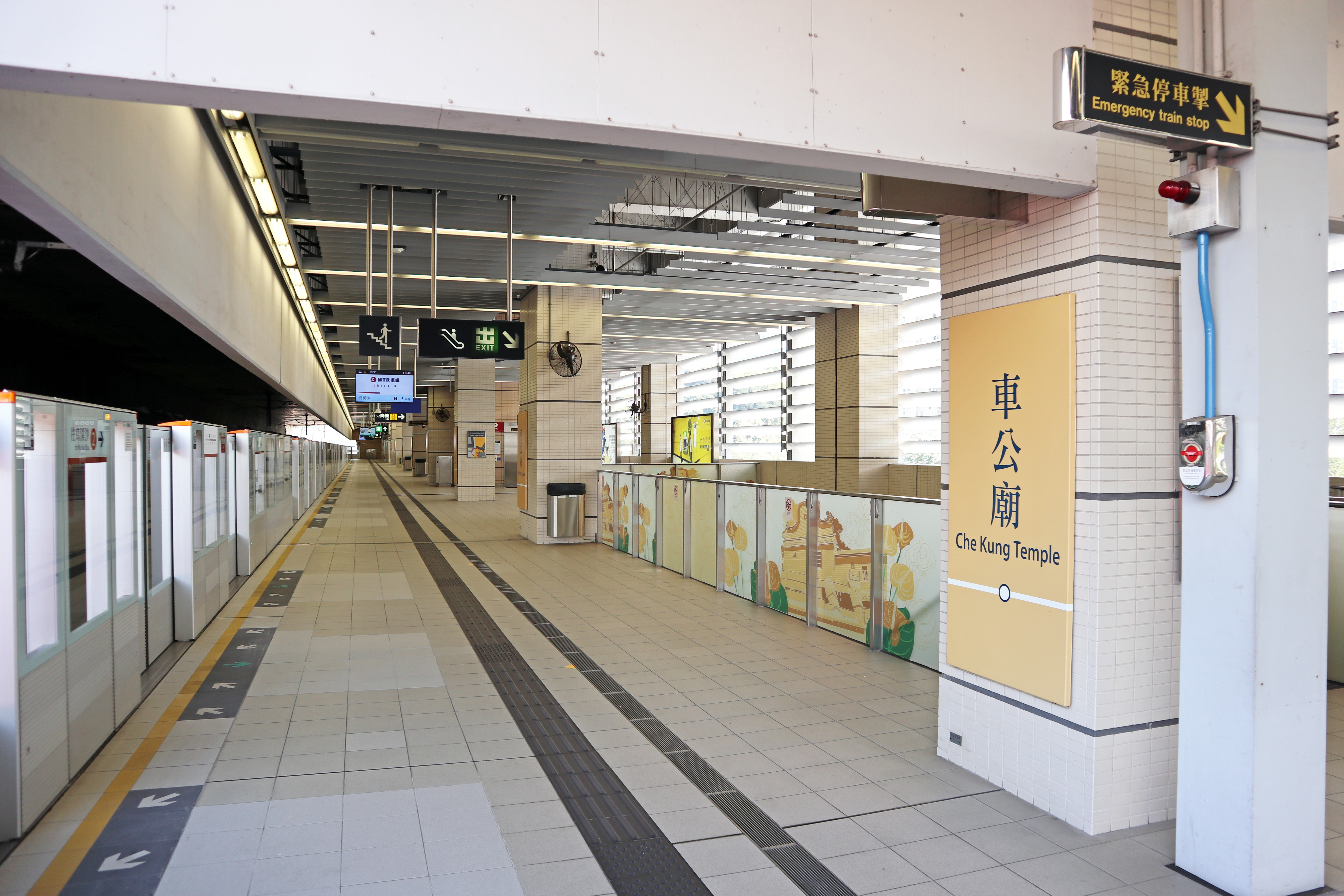
ホーム
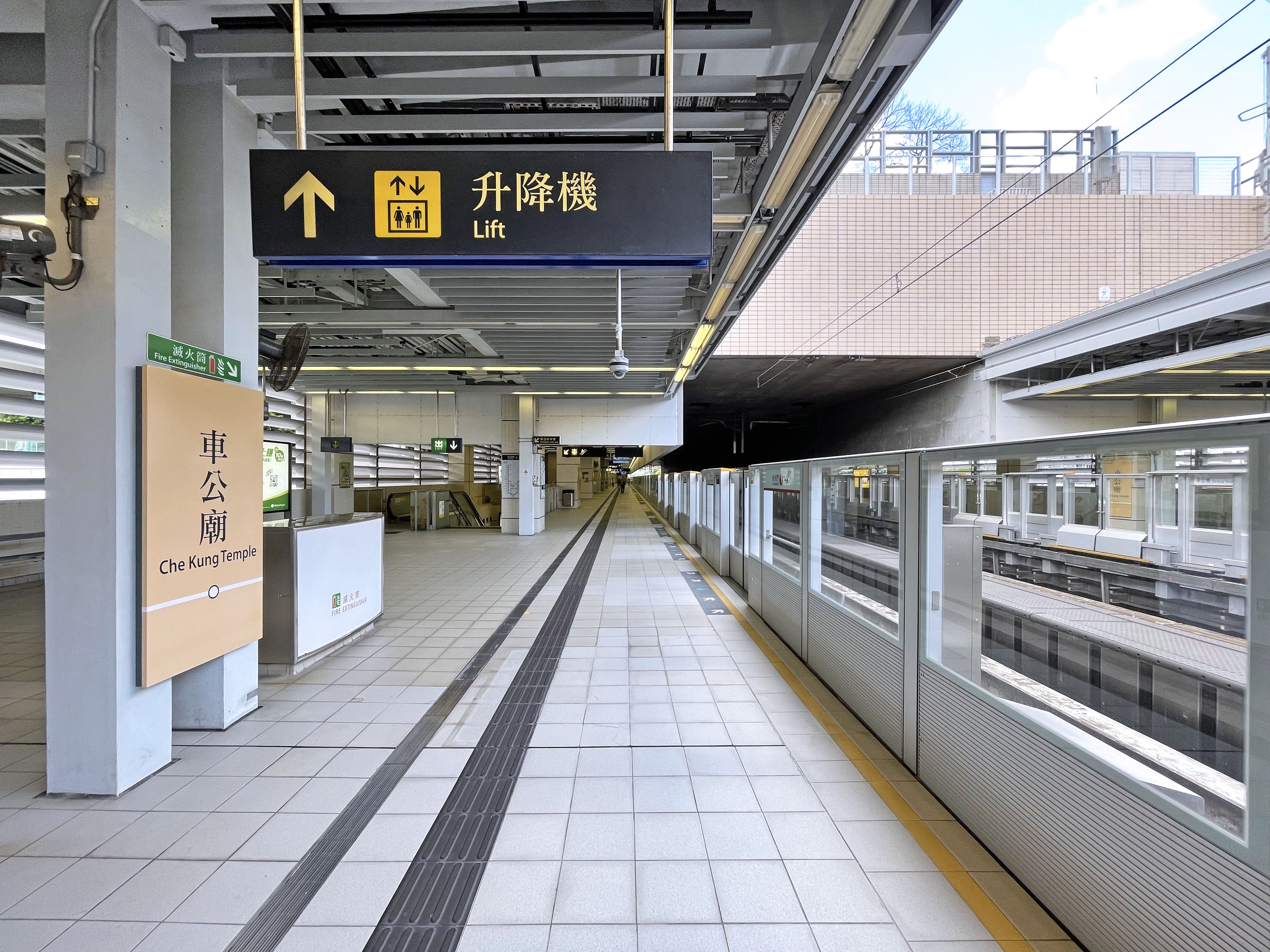
ホーム
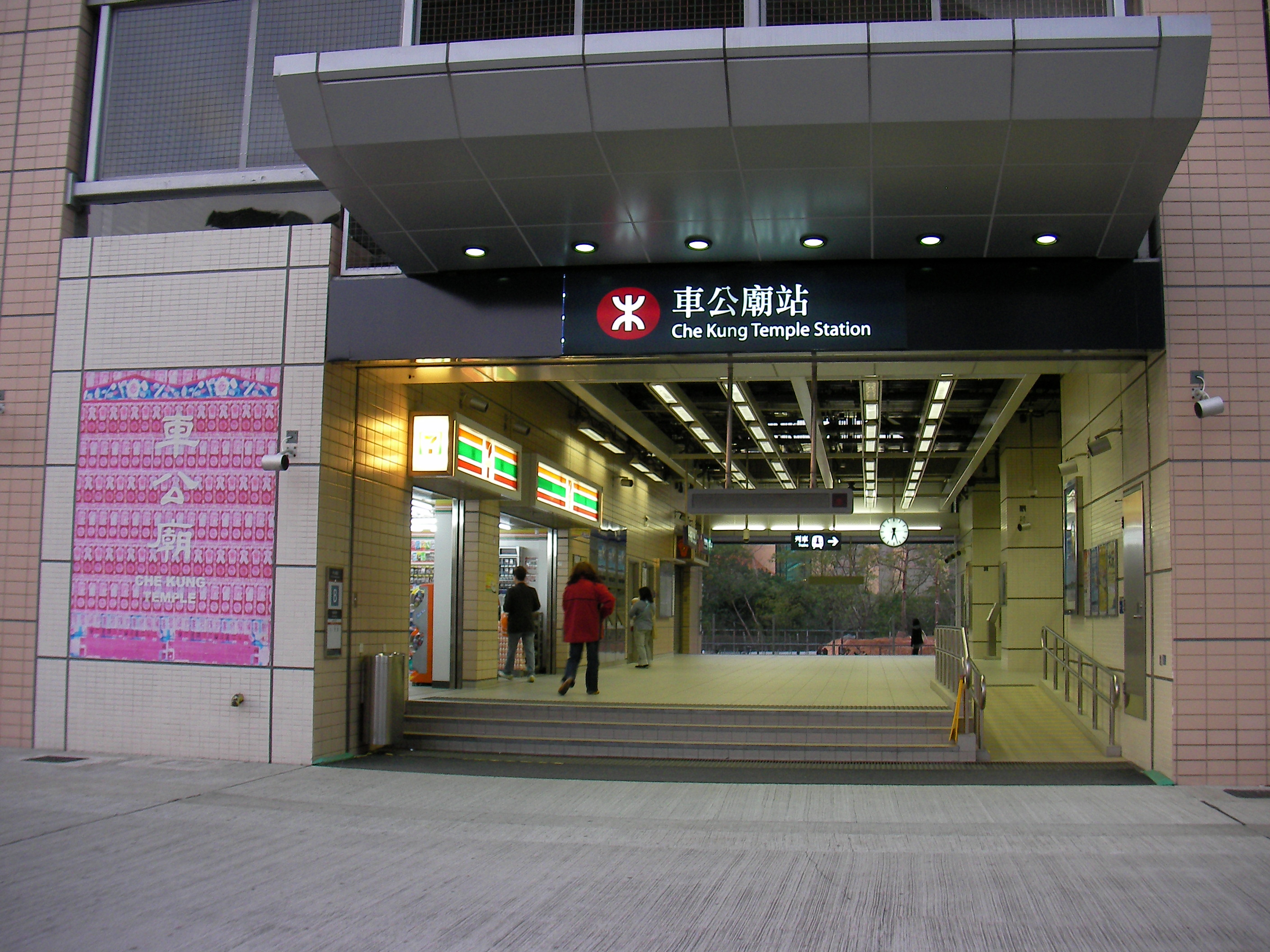
B出口
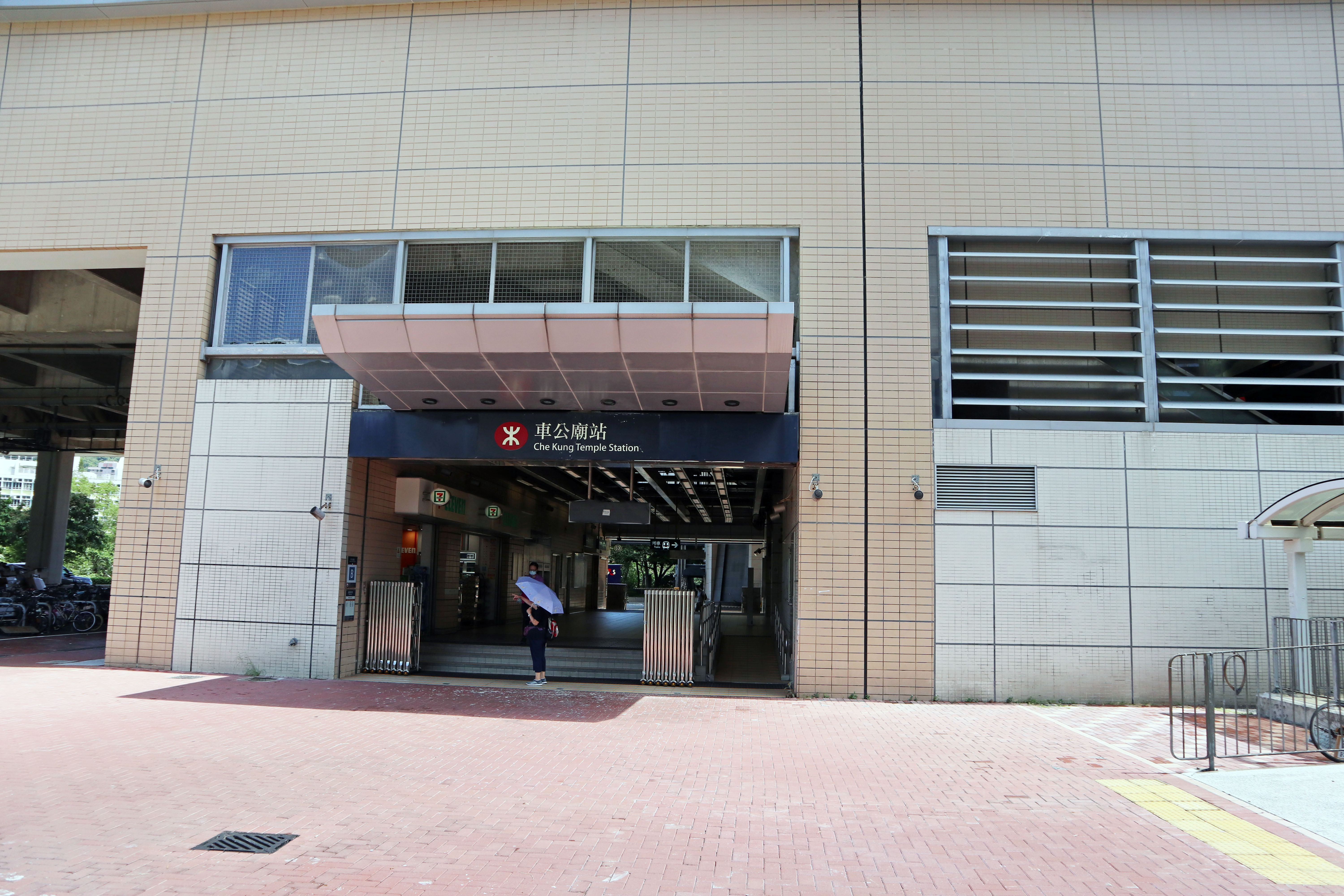
B出口

## 隣の駅
香港鉄路
■屯馬線
大囲駅 - 車公廟駅 - 沙田囲駅